# Prigglitz
Prigglitz è un comune austriaco di 433 abitanti nel distretto di Neunkirchen, in Bassa Austria.